# Ардашев, Леонид Арсентьевич

Л. А. Ардашев на стеле Героев в Кезе

Леонид Арсеньевич А́рдашев (1924—1952) — участник Великой Отечественной войны, Герой Советского Союза (1944).

## Биография
Леонид Арсеньевич Ардашев родился 16 сентября 1924 года в деревне Лып-Булатово Лыпской волости Глазовского уезда Вотской автономной области  (ныне — Кезского района Удмуртии). Удмурт. Окончил 7 классов. После окончания школы работал в колхозе (сперва рядовым работником, затем стал бригадиром).
Во время Великой Отечественной войны участвовал с июня 1942 года на Южном фронте в районе Ростова-на-Дону, 16 августа был ранен. После госпиталя воевал на Брянском фронте, в октябре вновь ранен. Затем сражался на Ленинградском, Карельском и Прибалтийском фронтах.
Связной командирской роты 133-го стрелкового полка 72-й стрелковой дивизии 21-й армии, младший сержант отличился 14 июня 1944 в бою на Карельском перешейке. Когда командир роты был тяжело ранен, Ардашев повёл подразделение на штурм вражеских укреплений. За этот подвиг ему было присвоено звание Героя Советского Союза.
В ноябре 1944 года был отозван с фронта на курсы младших лейтенантов 3-го Белорусского фронта, которые окончил уже после Победы. В июле 1945 года назначен командиром взвода отдельного полка резерва офицерского состава Белорусского фронта. В 1946 году уволен в запас в звании младший лейтенант.
Жил в родной деревне, работал учителем в школе. Погиб 20 апреля 1952 — по дороге со станции Кез умер от переохлаждения.

## Память
Имя Леонида Арсеньевича Ардашева носит одна из улиц города Выборга.